# Zanthoxylum schreberi
Zanthoxylum schreberi är en vinruteväxtart som först beskrevs av Johann Friedrich Gmelin, och fick sitt nu gällande namn av Reynel. Zanthoxylum schreberi ingår i släktet Zanthoxylum och familjen vinruteväxter. Inga underarter finns listade i Catalogue of Life.